# Герберт Нойманн
Герберт Нойманн (нім. Herbert Neumann; нар. 14 листопада 1953, Кельн) — німецький футболіст, що грав на позиції півзахисника, за «Кельн» і низку іноземних клубних команд, а також національну збірну Німеччини. По завершенні ігрової кар'єри — тренер.
Триразовий володар Кубка Німеччини. Чемпіон Німеччини. 

## Клубна кар'єра
Народився 14 листопада 1953 року в Кельні. Вихованець футбольної школи однойменного клубу. Дорослу футбольну кар'єру розпочав 1972 року в основній команді «Кельна», в якій провів вісім сезонів, взявши участь у 184 матчах чемпіонату. Більшість часу, проведеного у складі «Кельна», був основним гравцем команди. 1978 року допоміг команді зробити «золотий дубль», вигравши Бундеслігу і  національний кубок.
1980 року став гравцем італійського «Удінезе», який боровся за збереження місця у Серії A. Місце в елітному дивізіоні команда зберегла лише, однак німець протягом сезону демонстрував посередню гру, не в останню чергу через травму, яку він отримав ще у «Кельні» і яка постійно давалася взнаки. Наступний сезон Нойманн провів вже у «Болоньї», яка за його результатими упершве в своїй історії залишила найвищий італійський дивізіон.
Після цього Нойманн повернувся до «Кельна», де протягом сезону був гравцем ротації, а наступний рік провів у грецькому «Олімпіакосі».
Завершив професійну ігрову кар'єру у швейцарському «К'яссо», за команду якого виступав протягом 1984—1986 років.

## Виступи за збірні
Залучався до складу молодіжної збірної Німеччини, а 1978 року отримав виклик до національної збірної країни, в якій провів одну товариську гру.

## Кар'єра тренера
Завершивши виступи на футбольному полі, залишився у «К'яссо», де був головним тренером команди протягом 1986–1989 років. Згодом протягом двох сезонів тренував «Цюрих».
Надалі працював у Нідерландах з командами «Вітесс» і «НАК Бреда», а також з бельгійським «Андерлехтом» і турецьким «Істанбулспором».
Останнім місцем тренерської роботи був нідерландський «ВВВ-Венло», головним тренером команди якого Герберт Нойманн був з 2005 по 2006 рік.
| Дата      | Місто  | Господарі | Результат | Гості  | Турнір           | Голи | Примітки |
| --------- | ------ | --------- | --------- | ------ | ---------------- | ---- | -------- |
| 22-2-1978 | Мюнхен | ФРН       | 2 – 1     | Англія | товариський матч | -    | 72'      |
| Усього    |        | Матчів    | 1         |        | Голів            | 0    |          |

## Титули і досягнення
Гравець
- Володар Кубка Німеччини (3):

«Кельн»: 1976-1977, 1977-1978, 1982-1983
- Чемпіон Німеччини (1):

«Кельн»: 1977-1978
Тренер
- Володар Суперкубка Бельгії (1):

«Андерлехт»: 1995